# From Beer to Eternity
From Beer to Eternity è il tredicesimo album in studio del gruppo industrial metal statunitense Ministry, pubblicato nel 2013.

## Tracce
1. Hail to His Majesty (Peasants) – 5:17
2. Punch in the Face – 5:00
3. PermaWar – 4:56
4. Perfect Storm – 4:56
5. Fairly Unbalanced – 4:15
6. The Horror – 3:33
7. Side F/X Include Mikey's Middle Finger (TV4) – 5:14
8. Lesson Unlearned – 3:16
9. Thanx but No Thanx – 8:21
10. Change of Luck – 7:16
11. Enjoy the Quiet – 2:39

## Formazione
Gruppo
- Al Jourgensen – voce, chitarre, basso, tastiere, programmazioni, armonica
- Mike Scaccia – chitarre, basso
- Sin Quirin – chitarre, basso
- Tony Campos – basso

Collaboratori
- Samuel D'Ambruoso – DJ, programmazioni, tastiere, sintetizzatori, cori
- Aaron Havill – programmazioni, sintetizzatori, sampler, theremin, cori